# Déjà Vu Live
Pour les articles homonymes, voir Déjà vu (homonymie) et Liste des albums intitulés Live.
Albums de Crosby, Stills, Nash and Young
Greatest Hits
(2005) Demos
(2009)
Déjà Vu Live est un album en concert de Crosby, Stills, Nash and Young sorti en 2008.

## Histoire
Il a été enregistré en 2006, durant la tournée « Freedom of Speech » qui a également donné lieu au documentaire CSNY/Déjà Vu (en), réalisé par Neil Young sous le pseudonyme de Bernard Shakey. L'album comprend d'anciennes chansons de Crosby, Stills & Nash et d'autres provenant du dernier album en date de Neil Young, Living with War.
En dépit de son titre, l'album ne contient que deux chansons du Déjà Vu original, soit la chanson-titre et Teach Your Children. Le quatuor reprend également un morceau de l'époque de Buffalo Springfield, For What It's Worth.

## Fiche technique

### Titres
| No  | Titre                            | Durée |
| --- | -------------------------------- | ----- |
| 1.  | What Are Their Names?            | 2:28  |
| 2.  | Living with War                  | 3:25  |
| 3.  | After the Garden                 | 3:41  |
| 4.  | Military Madness                 | 4:02  |
| 5.  | Let's Impeach the President (en) | 5:43  |
| 6.  | Déjà Vu                          | 7:15  |
| 7.  | Shock and Awe                    | 5:08  |
| 8.  | Families                         | 2:58  |
| 9.  | Wooden Ships                     | 8:18  |
| 10. | Looking for a Leader             | 3:55  |
| 11. | For What It's Worth              | 4:50  |
| 12. | Living with War                  | 5:24  |
| 13. | Roger and Out                    | 3:55  |
| 14. | Find the Cost of Freedom         | 3:55  |
| 15. | Teach Your Children (en)         | 3:20  |
| 16. | Living with War                  | 3:01  |

### Musiciens

#### Crosby, Stills, Nash & Young
- David Crosby : chant, guitare rythmique
- Stephen Stills : chant, guitare, claviers
- Graham Nash : chant, guitare rythmique, piano
- Neil Young : chant, guitare, piano

#### Musiciens supplémentaires
- Ben Keith : guitare pedal steel
- Rick Rosas (en) : basse
- Spooner Oldham : claviers
- Chad Cromwell : batterie
- Tom Bray : trompette